# Palazzo Pasquali
Palazzo Pasquali è un edificio storico del centro di Firenze, situato in via de' Rondinelli 2, angolo piazza Antinori e via degli Agli.

## Storia
Nella sua attuale configurazione l'edificio fu definito sotto il granduca Cosimo I per Andrea Pasquali, archiatra della famiglia Medici, inglobando o comunque occupando un'area dove erano già due antiche case proprietà degli Aldobrandini di Lippo, passate ai Venturi nel 1457, quindi ai Petrini nel 1541 e, grazie al matrimonio di Lucrezia Petrini con Giovanni Pasquali (padre di Andrea), a quest'ultima famiglia. 
Tradizionalmente il progetto è ricondotto a Lodovico Cardi detto il Cigoli, al quale viene da molti assegnato sicuramente il portale. 

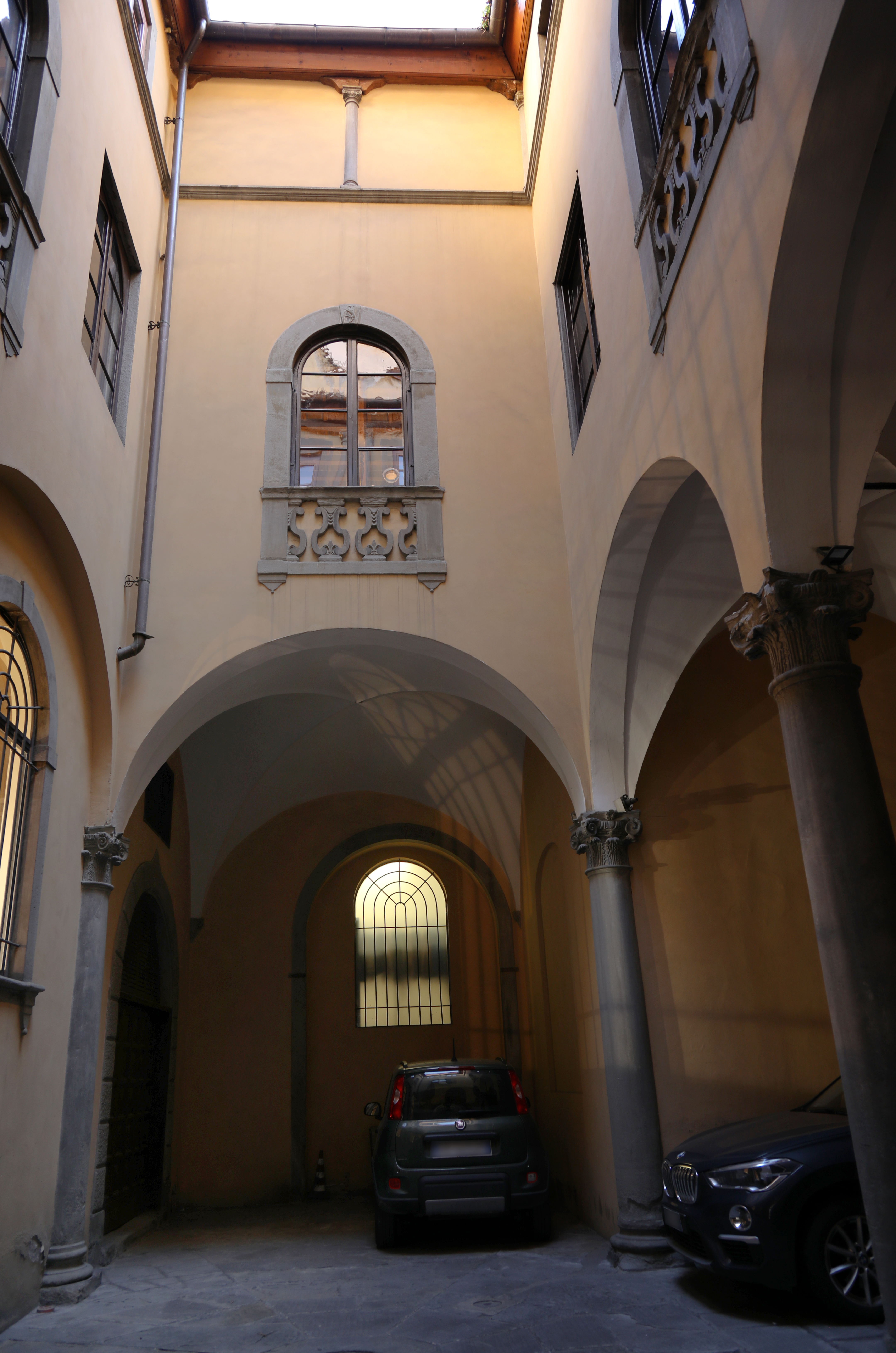
Il cortile

Nell'insieme, come indicato da Guido Carocci "ha un insieme grandioso e di forma abbastanza corretta; e la porta soprattutto ha buone e giuste proporzioni". Al palazzo fu successivamente aggregata un'altra casa già degli Acciaiuoli (1624), unificando il disegno del fronte al preesistente ed eseguendo parallelamente altri lavori con la direzione dell'architetto Tommaso Mazzeranghi, tra i quali la ricostruzione della cantonata e l'apposizione su questa dell'arme di famiglia, eseguita da Antonio Novelli (1626). Secondo il Baldinucci egli aveva scolpito anche due busti di Andrea e suo figlio Cosimo (quando il primo era già morto da anni), dispersi in data imprecisata. Nel 1799 si estinse la famiglia Pasquali e i loro beni passarono per successione ai Capponi; il nome invece si mantenne legandosi alla famiglia Da Cepparello, che divenne Pasquali Da Cepparello.. Con l'acquisto del palazzo attiguo dei Portigiani, il palazzo poté ulteriormente essere ampliato verso via Panzani. 
Abitò da ragazzo in un appartamento del palazzo, tra il 1923 e il 1926, il critico letterario e poeta Franco Fortini (Franco Lattes). Sono documentati lavori di consolidamento e ammodernamenti interni nel 1951 e nel 1953.

## Descrizione
La pianta del palazzo è sensibilmente incuneata tra le strade e arriva quasi a lambire via Teatina. 
La facciata principale è segnata da un portale a tutto sesto, profilato da una liscia incorniciatura affiancato da quattro aperture occupate da esercizi commerciali (per lo stato anteriore all'apertura di questi accessi si vedano le dettagliate incisioni di Ferdinando Ruggieri). Il piano nobile presenta una successione di sette finestre con davanzali e timpani alternativamente triangolari e curvi. I due ulteriori piani riprendono la scansione del primo con aperture rettangolari più semplici. La cantonata è evidenziata da un bugnato liscio che si sviluppa per tutta l'altezza fino al sotto gronda. Su via degli Agli il fronte presenta varie asimmetrie dato che, dopo due assi che ripetono il disegno del fronte principale, si interrompe per lasciare spazio ad un asse contrassegnato da aperture ad arco ad altezze diverse, corrispondenti al vano scale. Sulla cantonata, come già segnalato, è un bello scudo con l'arme dei Pasquali (qui senza smalti, ma d'azzurro, al cervo saliente d'argento, tenente fra le zampe anteriori una stella a otto punte d'oro) scolpito da Antonio Novelli. 
Dal portone principale si accede ad un androne voltato chiuso da un cancello in ferro battuto che reca le armi congiunte dei Pasquali e degli Antinori (in riferimento a un matrimonio tra le due casate). Oltre il cancello è un piccolo cortile interno, porticato su due lati, con volte sorrette da colonne in pietra serena e capitelli compositi, che appartiene al periodo precedente al nuovo edificio. Da qui si diparte lo scalone per i piani superiori, introdotto da uno stucco con un drappeggio alzato da putti. 
Al primo piano un salone (oggi diviso da un tramezzo in due stanze) ha affreschi realizzati da Dionisio Predellini nel 1714, in occasione del matrimonio tra Cosimo Pasquali e Lisabetta di Girolamo Capponi. Nel palazzo è conservata anche una biblioteca di opere di medicina, grazie alla professione che accomunò i discendenti di casa Pasquali.

## Bibliografia

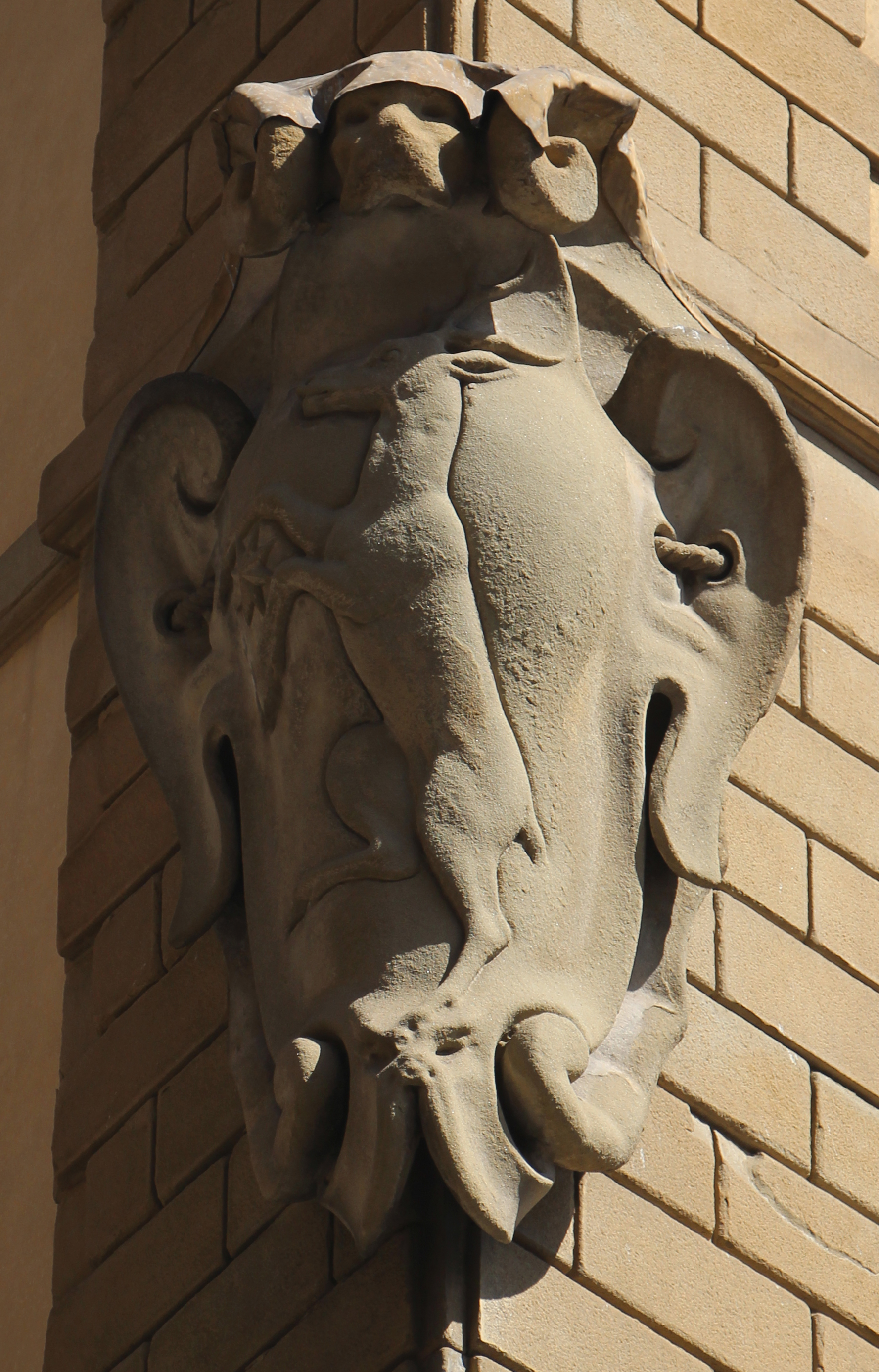
Lo stemma